# Cal Pallàs
Cal Pallàs és una casa de Pelagalls, al municipi dels Plans de Sió (Segarra), inclosa a l'Inventari del Patrimoni Arquitectònic de Catalunya.

## Descripció
Es tracta d'una casa de grans dimensions feta amb carreus de pedra regulars i amb coberta plana.
Presenta una estructura de planta baixa i dues plantes superiors. A la planta baixa hi ha la porta d'entrada rectangular amb llinda superior i una petita finestra en forma d'espitllera situada a la dreta. A la primera planta hi ha dues finestres rectangulars i una altra espitllera també situada a la dreta d'aquestes. La segona planta presenta un balcó amb barana de ferro forjat, envoltat per una finestra a cada costat.
A la façana posterior es troben dues finestres de mitjanes dimensions, corresponents a la primera planta, per sobre de dues obertures més petites que estan situades a la planta baixa. A la segona planta hi ha dues arcades formades per arcs escarsers realitzats amb maó col·locat a sardinell amb un pilar central i brancals també realitzats amb maó.